# Balázs Erdélyi
Balázs Erdélyi (Eger, 16 de fevereiro de 1990) é um jogador de polo aquático húngaro.

## Carreira
Erdélyi integrou o elenco da Seleção Húngara de Polo Aquático que ficou em quinto lugar nos Jogos Olímpicos de 2016.